# Northbrook, Illinois
Northbrook är en ort (village) i Cook County, i delstaten Illinois, USA. Enligt United States Census Bureau har orten en folkmängd på 33 311 invånare (2011) och en landarea på 34,2 km².